# Blachownia (gmina)
Blachownia est une gmina mixte du powiat de Częstochowa, Silésie, dans le sud de Pologne. Son siège est la ville de Blachownia, qui se situe environ 11 km à l'ouest de Częstochowa et 60 km au nord de la capitale régionale Katowice.
La gmina couvre une superficie de 67,21 km2 pour une population de 12 935 habitants.

## Géographie
Outre la ville de Blachownia, la gmina inclut les villages de Kolonia Łojki, Konradów, Łojki et Wyrazów.
La gmina borde la ville de Częstochowa et les gminy de Herby, Konopiska et Wręczyca Wielka.